# دانيال كوين (ممثل)
دانيال كوين (بالإنجليزية: Daniel Quinn)‏ هو ممثل أمريكي، ولد في 19 أغسطس 1956 في الولايات المتحدة، وتوفي في 4 يوليو 2015.

## وصلات خارجية
- دانيال كوين على موقع IMDb (الإنجليزية)
- دانيال كوين على موقع قاعدة بيانات الفيلم (الإنجليزية)